# Аккол (приток Чагана)
Аккол (устар. Ак-Куль) — река в России, протекает по Республике Алтай. Устье реки находится на 21 км по левому берегу реки Чаган. Длина реки составляет 17 км.
Высота устья — 2128 м над уровнем моря.

## Этимология
Аккол, Ак-Коол (алт. Ак — белый, снежный; кӧл — озеро) — белое, белоснежное мутно-белое; с ледниковым началом или питанием, текущее проточное озеро. «… Молочно-белый Ак-Кӧл (река) в нижнем течении совершенно покоен и довольно глубок».

## Описание
Берёт начало из Софийского ледника и течёт на северо-запад. Протекает через озеро Аккуль, и, сливаясь с рекой Караоюк, образует Чаган.
В бассейн реки входят озера Кольдуоюк и Каракуль.
Аккол имеет три левых притока — реку Кызылкая, реку Нижний Тураоюк и реку Верхний Тураоюк.

## Галерея
- Слияние рек Аккол и Карааюк, начало реки Чаган
- Каньон на реке
- Дюны на берегу реки Аккол
- Озеро Аккуль, через которое протекает река Аккол
- слияние с Караоюк
- Белая вода

## Данные водного реестра
По данным государственного водного реестра России относится к Верхнеобскому бассейновому округу, водохозяйственный участок реки — Катунь, речной подбассейн реки — Бия и Катунь. Речной бассейн реки — (Верхняя) Обь до впадения Иртыша.